# Hyophorbe amaricaulis
Hyophorbe amaricaulis (Syn.: Mascarena revaughanii L.H.Bailey) ist eine akut vom Aussterben bedrohte Pflanzenart aus der Gattung Hyophorbe in der Familie der Palmengewächse (Arecaceae).

## Verbreitung
Bei der Hyophorbe amaricaulis handelt es sich um eine Fiederpalmenart, die endemisch auf der Insel Mauritius vorkommt. Im dort befindlichen Jardin Botanique de Curepipe wächst das nach heutigem Kenntnisstand letzte lebende Exemplar.

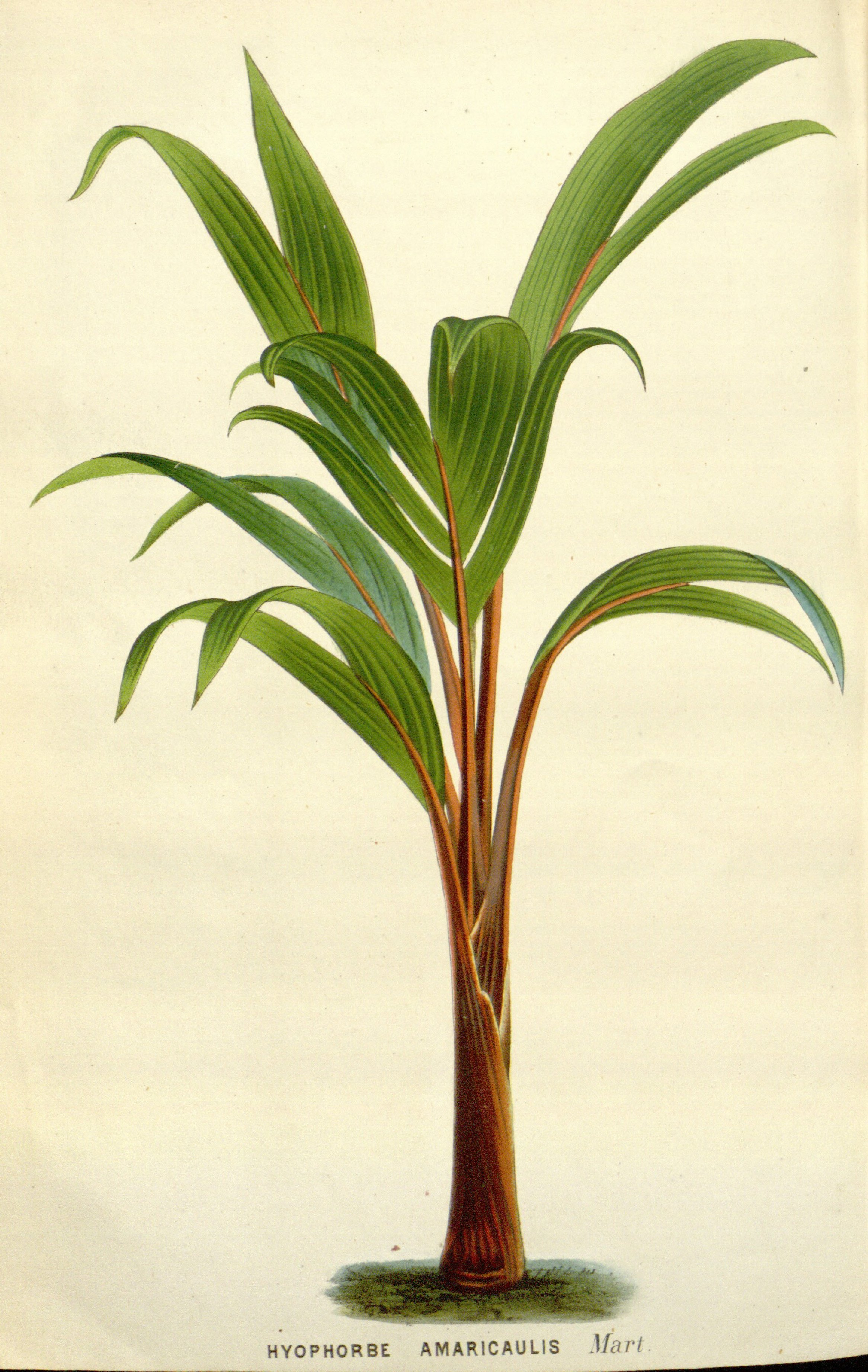
Illustration von Hyophorbe amaricaulis

## Beschreibung
Die Palme wird ca. 12 Meter hoch und hat einen relativ dünnen, grauen Stamm mit einem grünen, wachsartig schimmernden Kronenschaft. Die Krone hat, typisch für alle fünf Hyophorbe-Arten, nur wenige Blattwedel mit jeweils 100–150 V-förmig angeordneten Fiederblättern. 
Der auffälligste Unterschied zu der verwandten Flaschenpalme (Hyophorbe lagenicaulis) und Spindelpalme (Hyophorbe verschaffeltii) ist ein gleichförmig dicker, nicht geschwollener Stamm. Von den anderen beiden verwandten Arten, Hyophorbe indica und Hyophorbe vaughanii, unterscheidet sie sich durch die Ansätze der Blattwedel, welche dem Kronenschaft ohne Zwischenräume entspringen. Der Name der Palme bezieht sich darauf, dass einige Hyophorbe-Spezies einen bitteren Geschmack haben (Lateinisch: amarus=bitter und caulis=Stamm).
Die Infloreszenzen (Blütenstände) wachsen unterhalb des Kronenschaftes direkt aus dem Stamm hornförmig aufwärts. Die weißen bis cremefarbenen Blüten der männlichen Infloreszenzen öffnen sich vor den Blüten der weiblichen Infloreszenzen, was eine Bestäubung verhindert. Aus diesem Grunde sind die Samen steril, was die bereits seit Jahrzehnten bestehenden Bemühungen um eine Nachzucht erfolglos machte. Eine Klonierung aus Pflanzengewebe führte ohne Ausnahme zu Setzlingen, welche nach der Entfernung aus dem sterilen Nährmedium abstarben. Neuerdings laufen Versuche zur Bestäubung der weiblichen Blüten mit in der Kälte konservierten männlichen Pollen; ein Erfolg ist aber bisher noch nicht vermeldet.

## Taxonomie
Hyophorbe amaricaulis wurde 1849 von Carl Friedrich Philipp von Martius in Historia Naturalis Palmarum Band 3 Seite 309 erstbeschrieben. Ein Synonym ist Hyospathe amaricaulis (Mart.) Hook.f.